# Piper aequale
Piper aequale är en pepparväxtart som beskrevs av Vahl. Piper aequale ingår i släktet Piper och familjen pepparväxter.

## Underarter
Arten delas in i följande underarter:
- P. a. ovalifolium
- P. a. schackii